# Erik Algård
Erik Olof Bernhard Algård, född 28 juli 1897 i Stockholm, död 12 augusti 1968 i Stockholm, var en svensk musikdirektör och dirigent.
Algård studerade vid Sunnerdahls hemskola och vid Stockholms musikkonservatorium och avlade musiklärar- och organistexamen 1924 och 1925. Åren 1920–1930 var han kantor i Gustav Vasa kyrka och 1930–1960 kantor i Maria Magdalena kyrka. Algård grundade Stockholms Gosskör 1938 och var dess dirigent till sin död 1968.
Med gosskören gjorde han en mängd konsertturnéer, bland annat till Belgien, Danmark, Finland, Frankrike, Italien, Jugoslavien, Kanada, Luxemburg, Nederländerna, Norge, Polen, Portugal, Schweiz, Spanien, Storbritannien, Tjeckoslovakien, Tyskland, USA och Österrike. 
Algård tilldelades medaljen Litteris et Artibus 1963. Han är begravd på Norra begravningsplatsen utanför Stockholm.

## Diskografi
- Dotter Zion
- Hosianna
- Midsommarnatt